# サンダーV2
サンダーV2は、2001年末にメーシーが開発・販売したパチスロ機である。名機『サンダーV』の正統後継機ながらも、時代の流れもあってかATが搭載された。
本機の特徴として、『サイバードラゴン』（山佐）を意識した、チャンスゾーンにおけるミッション達成によるAT突入、AT機にもかかわらず高確率で抽選されるボーナスがあることが好評であった。

## 演出
演出は「サンダーV」・「サンダーV2」・「カスタマイズ」・「沖縄」の4種類が選択できる。
- Vモード：前作『サンダーV』と同じ予告音・フラッシュでの演出。
- V2モード：液晶中心の演出が多い。
- カスタマイズモード：本機最大の特徴。演出パターン・フラッシュ・効果音・告知確率の細部に至るまで自由に設定し、遊技できる。プレイヤーにより好みで設定が可能なので、上級者を中心に好評であった。
- 沖縄モード：沖スロさながらの完全告知。当選すると画面が赤くなる。

## 内部システム
ビッグボーナス中はチェリーとスイカ複合役獲得という技術介入があるものの、基本は3連Vアバウト狙いでリプレイが外せたり液晶での小役ナビがあるため、前作と比べるとかなり甘く、初心者でも安心して遊べる。
ビッグボーナス終了後や通常時、筐体最上部のLEDが点滅するとチャンスゾーンに入っていることを示しており、点滅中に小役22枚以上獲得でATのイナズマラッシュ（IR）に突入する（稀に21枚以下でも突入）。IR中は、50G間ベルの押し順をナビするが、他小役のナビはされない。50G以内に指定された小役フラグが成立するとIRが5G上乗せされ、その5G以内に指定小役フラグ成立で更に5G上乗せ、そして、再び5G以内に指定小役フラグ成立でスーパーイナズマラッシュ（SIR）昇格が確定する。ちなみにSIRの最大継続G数は7000Gで、平均でも700G継続する。
爆裂ATとマイルドAタイプの融合で、AT機としてはかなり甘い部類に属し一つのAT機のジャンルとして確立しつつあったが、やはり世間は完全に爆裂機嗜好が先行し、更にはSIRの突入条件が厳しかったのもあって、当時はあまり受け入れられなかった。
その後、4号機再区分により4.1号機（稀ではあるが適度な射幸性を超えるおそれがある）と認定された。